# 山路敦司
山路 敦司（やまじ あつし）は日本の作曲家。大阪電気通信大学教授。

## 略歴
和歌山県生まれ。東京芸術大学音楽学部作曲科卒業。同大学院修士課程修了。スタンフォード大学のCCRMA（Center for Computer Research in Music and Acoustics:コンピュータによる音楽・音響研究所）の研究員となる。
帰国後、芸術音楽作品を中心に、映画音楽、ポップ・ミュージック、ゲームミュージックまで幅広い作品を提供。山路敦、山路敦斗詩など、作品によって名前を使い分ける。
2000年より大阪電気通信大学メディア情報文化学科助教授（現デジタルアート・アニメーション学科准教授）。2010年より大阪電気通信大学デジタルアート・アニメーション学科（現デジタルゲーム学科）教授。

## 作品

### 映画
- 太陽の船 ソルビアンカ（1999年） - You're not all alone 作曲・編曲
- 悲しき天使（2006年） - 劇伴

### CD
- 芍薬
  - ブリキのピカレスク（1993年）作曲・編曲
  - 邯鄲（1993年）作曲・編曲
  - 蓮の伝説（1993年）作曲・編曲
- パ、パ、パ、パ ～オペラ「魔笛」より（1996年　嘉門達夫）編曲
- Bo‐Sa‐Tsu（2006年　金子マリ）作曲
- 小柳ゆき
  - Sunrise（2007年）編曲
  - One in a million（2007年）作曲・編曲
- 新妻聖子
  - 私だけに（2008年）編曲
  - Make Our Garden Grow（2008年）編曲
- テツandトモ
  - 新たなる一歩（2008年）編曲
  - 1菜の花鉄道（2008年）編曲
- キングボンビー賛歌（2008年　ケンドーコバヤシ）編曲
- 涙～世界のどこかで瞬間（2009年　kenny）作曲・編曲

### ゲーム
- 電脳都市OEDO808（1991年 PCエンジン）
- 超時空要塞マクロス2036（1992年 PCエンジン）
- 龍が如く2（2006年 PlayStation 2）
- けいおん! 放課後ライブ!!（2010年 セガ）

### TVドラマ
- 弘恵の道しるべ

## 出演
- NHKニュースおはよう日本（2007年） 授業に初音ミクを取り入れる大学教員としてコメント